# Nazionale maschile di beach soccer del Senegal
La nazionale di beach soccer del Senegal rappresenta il Senegal nelle competizioni internazionali di beach soccer ed è controllata dalla federazione calcistica senegalese.
È la nazionale africana più vincente, con ben otto titoli continentali vinti rispettivamente nel 2008, 2011, 2016, 2018, 2021, 2022 e 2024.
I Leoni di Teranga hanno partecipato a dieci campionati mondiali di beach soccer, classificandosi per due volte al quarto posto nel 2021 e 2025.

## Partecipazioni ai tornei internazionali

### Mondiali
| Anno | Luogo               | Piazzamento      | V | V + | P | Gol   |
| ---- | ------------------- | ---------------- | - | --- | - | ----- |
| 2007 | Brasile             | Quarti di finale | 2 | 1   | 1 | 18:14 |
| 2008 | Francia             | Primo turno      | 1 | 1   | 1 | 16:14 |
| 2009 | Emirati Arabi Uniti | Non qualificata  | - | -   | - | -     |
| 2011 | Italia              | Quarti di finale | 1 | 1   | 2 | 21:19 |
| 2013 | Polinesia francese  | Primo turno      | 1 | 0   | 2 | 11:17 |
| 2015 | Portogallo          | Primo turno      | 1 | 0   | 2 | 12:13 |
| 2017 | Bahamas             | Quarti di finale | 2 | 0   | 2 | 26:12 |
| 2019 | Paraguay            | Quarti di finale | 2 | 0   | 2 | 19:15 |
| 2021 | Russia              | 4º posto         | 2 | 1   | 3 | 27:25 |
| 2024 | Emirati Arabi Uniti | Primo turno      | 1 | 0   | 2 | 13:15 |
| 2025 | Seychelles          | 4º posto         | 4 | 0   | 2 | 25:18 |

## Squadra attuale
Aggiornata al 17 luglio 2015
| N. |                    | Ruolo | Calciatore       |
| -- | ------------------ | ----- | ---------------- |
| 1  | Senegal (bandiera) | P     | Al Seyni Ndiaye  |
| 2  | Senegal (bandiera) | D     | Ibra Thioune     |
| 3  | Senegal (bandiera) | D     | Ngalla Sylla     |
| 4  | Senegal (bandiera) | D     | Papa Ndour       |
| 5  | Senegal (bandiera) | A     | Abdoulaye Sene   |
| 6  | Senegal (bandiera) | D     | Papa Modou Ndoye |

| N. |                    | Ruolo | Calciatore         |
| -- | ------------------ | ----- | ------------------ |
| 7  | Senegal (bandiera) | A     | Babacar Fall       |
| 8  | Senegal (bandiera) | A     | Hamad Diouf        |
| 9  | Senegal (bandiera) | C     | Pape Amadou Kamara |
| 10 | Senegal (bandiera) | A     | Gorgui Faye        |
| 11 | Senegal (bandiera) | C     | Ibrahima Balde     |
| 12 | Senegal (bandiera) | P     | Ibrahima Ndiaye    |

Allenatore:  Ibrahima Ndiaye